# Жасмін Тукс
Жасмін Даніель Тукс (англ. Jasmine Danielle Tookes; нар. 1 лютого 1991, Гантінгтон-Біч) — американська топ-модель та акторка. 

## Біографія
Народилася і виросла в місті Гантінгтон-Біч, Каліфорнія. У дитинстві займалася гімнастикою, футболом і волейболом. На подіумі опинилася завдяки матері, яка працює стилісткою.

## Кар'єра
У модельному бізнесі з 15 років. Перший дорослий контракт підписала в 2010 році в 19-річному віці, перший комерційний показ був для компанії Gap. На міжнародному подіумі дебютувала в 2011 році на показі DKNY, в цьому ж році потрапила на обкладинку журналу Vogue Італія.
Брала участь в показах Anthony Vaccarello, Balmain, Burberry, Calvin Klein, Carolina Herrera, Daks, DKNY, Dolce & Gabbana, DSquared2, Ermanno Scervino, Gianfranco Ferré, Giles, Hervé Léger, Isabel Marant, Jason Wu, Jill Stuart, Louis Vuitton, Marc Jacobs, Marchesa, Oscar de la Renta, Paco Rabanne, Peter Som, Alberta Ferretti, Richard Chai, Salvatore Ferragamo, Stella McCartney, Trussardi, Versace, Yves Saint Laurent.
У 2012, 2013, 2014, 2015, 2016 2017 роках була запрошена на підсумкові покази «Victoria's Secret».
З квітня 2015 є «ангелом Victoria's Secret». У 2016 році представляла Fantasy Bra на Victoria's Secret Fashion Show.